# Deh-e Morteẕá
Deh-e Morteẕá (persiska: ده مرتضی) är en ort i Iran.   Den ligger i provinsen Kerman, i den sydöstra delen av landet, 900 km sydost om huvudstaden Teheran. Deh-e Morteẕá ligger 2 917 meter över havet och antalet invånare är 118.
Terrängen runt Deh-e Morteẕá är huvudsakligen kuperad, men österut är den bergig.Runt Deh-e Morteẕá är det glesbefolkat, med 17 invånare per kvadratkilometer. Närmaste större samhälle är Bāb-e Shamīl, 5,8 km väster om Deh-e Morteẕá. Omgivningarna runt Deh-e Morteẕá är i huvudsak ett öppet busklandskap.